# Aeroportul Regional Everett-Stewart
Aeroportul Regional Everett-Stewart (IATA: UCY, ICAO: KUCY, FAA LID: UCY) este un aeroport din Tennessee, Statele Unite ale Americii ce deservește zona Union City⁠(d). Aeroportul a fost tranzitat în 2019 de 8 pasageri.
Situat la o altitudine de 102 m, aeroportul dispune de 1 pistă.

## Infrastructură

### Piste
Aeroportul dispune de o singură pistă. Pista 01/19 are suprafața de asfalt și dimensiunile 6.503 picioare × 100 picioare. 